# Odense
Odense (dánsky  ˈoðˀn̩sə) je dánské město ležící na ostrově Fyn, jehož je správním střediskem. S přibližně 185 tisíci obyvateli je nyní třetím největším městem Dánska.
Název města pochází ze slov Odins Vi, tedy Odinovo místo, a odkazuje na severskou mytologii. Je jedním z nejstarších měst Dánska, v roce 1988 slavilo 1000 let založení. Rakev Knuta IV. Dánského byla ve středověku oblíbeným poutním místem.
Město leží v Odenském zálivu na Odensské řece (Odense Å). V Odense se 2. dubna 1805 narodil světoznámý spisovatel, básník a pohádkář Hans Christian Andersen. Jeho rodný dům je dnes muzeem. Jeden z domů v historické části města je přestavěn na Dům Hanse Christiana Andersena.
V Odense se nachází také muzeum klasického skladatele Carla Nielsena, který se narodil nedaleko Odense.
Pivovar Albani vaří mezi jinými i pivo Odense Pilsner.
Ve městě byla zřízena zoologická zahrada a je zde také sídlo Jihodánské univerzity.

## Historie
Odense je jedno z nejstarších dánských měst a poprvé se písemně zmiňuje v roce 988. Od svého založení je Odense jedním z důležitých dánských měst a až do konce 19. století to bylo druhé největší město po Kodani.
Nejstarší čtvrť města obsahuje mnoho starých hrázděných domů.
Hrad Odense se nachází v Královské zahradě. V kostele sv. Knuta, se nacházejí čtyři královské hrobky: krále Knuta IV. Dánského, po kterém je kostel pojmenován, Erika III. Dánského, králů Jana I. Dánského a Kristiána II. Dánského.
Během industrializace v polovině 19. století Odense prolomilo své centrální středověké hranice a výstavba se města se postupně rozšiřovala všemi okolními směry. 

## Osobnosti města
- Hans Christian Andersen (1805 – 1875), dánský spisovatel
- Caroline Wozniacki (* 1990), dánská tenistka
- Carl Nielsen (1865 – 1931), dánský skladatel
- Knut IV. Dánský (1042 – 1086), dánský král
- Carl Frederik Tietgen (1829 – 1901), dánský průmyslník (pivovar Tuborg, DFDS, Danisco)

## Partnerská města
- Brno, Česko
- Columbus, Ohio, Spojené státy americké
- Funabaši, Japonsko
- Groningen, Nizozemsko
- Iksan, Jižní Korea
- Izmir, Turecko
- Katovice, Polsko
- Kaunas, Litva
- Klaksvík, Faerské ostrovy
- Kópavogur, Island
- Kyjev, Ukrajina
- Norrköping, Švédsko
- Östersund, Švédsko
- Petach Tikva, Izrael
- Schwerin, Německo
- St Albans, Hertfordshire, Spojené království
- Šao-sing, Če-ťiang, Čína
- Tampere, Finsko
- Trondheim, Norsko
- Upernavik, Grónsko